# Hanner-Ungleichungen
Die Hanner-Ungleichungen stammen aus der Funktionalanalysis und sind Ungleichungen für Lp-Normen. Sie haben einige wichtige Konsequenzen, unter anderem dass die Lp-Räume für {\displaystyle 1<p<\infty } gleichmäßig konvexe Räume sind.
Sie sind nach dem schwedischen Mathematiker Olof Hanner benannt.

## Aussage
Seien {\displaystyle f,g\in L^{p}(\Omega ,{\mathcal {A}},\mu )}. Falls {\displaystyle 1\leq p\leq 2}, dann gilt
{\displaystyle \|f+g\|_{p}^{p}+\|f-g\|_{p}^{p}\geq {\big (}\|f\|_{p}+\|g\|_{p}{\big )}^{p}+{\big |}\|f\|_{p}-\|g\|_{p}{\big |}^{p}}
und
{\displaystyle 2^{p}{\big (}\|f\|_{p}^{p}+\|g\|_{p}^{p}{\big )}\geq {\big (}\|f+g\|_{p}+\|f-g\|_{p}{\big )}^{p}+{\big |}\|f+g\|_{p}-\|f-g\|_{p}{\big |}^{p}}.
Falls {\displaystyle 2\leq p<\infty }, dann sind die Ungleichungssymbole umgekehrt, das heißt aus {\displaystyle \geq }
wird {\displaystyle \leq }.

## Erläuterungen zu den Ungleichungen
Man erhält die zweite Ungleichung aus der ersten, wenn man die Substitution {\displaystyle f=f+g} und {\displaystyle g=f-g} durchführt. Denn dann wird die linke Seite {\displaystyle \|f+g\|_{p}^{p}+\|f-g\|_{p}^{p}} zu
{\displaystyle \|(f+g)+(f-g)\|_{p}^{p}+\|(f+g)-(f-g)\|_{p}^{p}=\|2f\|_{p}^{p}+\|2g\|_{p}^{p}=2^{p}(\|f\|_{p}^{p}+\|g\|_{p}^{p})}
und die rechte Seite formt man ähnlich um.
Für {\displaystyle p=2} wird die Norm von einem Skalarprodukt induziert. In diesem Fall werden die Ungleichungen zu Gleichungen und sind äquivalent zu der Parallelogrammgleichung.